# 曾高捷
曾高捷（1587年—1667年），榜名曾高桓，號雲驭，雲南大理府宾川州籍江西安福县人。

## 生平
萬曆三十四年（1606年）丙午科雲南乡试举人，崇祯十三年（1640年）庚辰科進士，兵部观政，累官吏部验封司员外，致仕归，山居读书，精求性命之学。生平慷慨好施，至老不倦。丁亥（1647年），孙可望入滇，胁之以官，抗节不屈，弃家入鸡足山削发为僧，名宗本，字还源。在天池山下建白云居，昼夜参究佛理，精勤不息。清康熙六年（1667年）卒，年八十。